# Habitatge al carrer de la Presó, 22 (Reus)
L'Habitatge al carrer de la Presó, 22 era un edifici del municipi de Reus (Baix Camp) inclòs en l'Inventari del Patrimoni Arquitectònic de Catalunya com a Bé Cultural d'Interès Local.

## Descripció
Era un habitatge entre mitgeres al carrer de la Presó, estructurat en planta baixa i dos pisos superiors rematat per un petit frontó mixtilini amb una forat semicircular al centre que emmarcava una cartel·la voltada de motius vegetals i sanefes. L'entrada a la planta baixa, estava formada per dos arcs de mig punt tant alts que arribaven als balcons del primer pis de l'edifici annex. Els pisos superiors tenien dues obertures allindanades cadascun, disposades de forma ordenada. Eren dos balcons correguts amb baranes de ferro forjat força simples. Tenia també un pati interior amb una font i esgrafiats de la façana.
Aquest edifici ha estat enderrocat.